# Exposition universelle de 1967

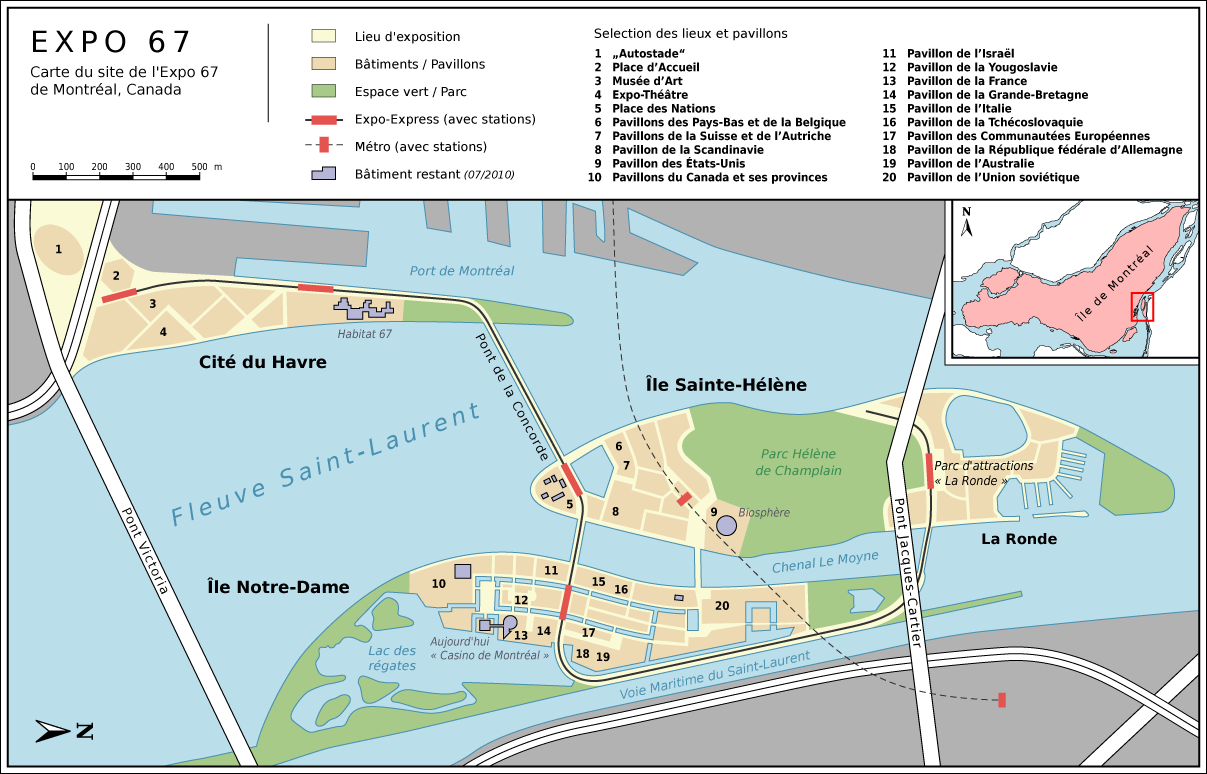
La carte du site de l'Expo 67.

Le plan souvenir officiel Expo 67 (recomposé)

L'Expo 67 de Montréal est une exposition internationale (de catégorie A) tenue à Montréal en 1967 sur le thème « Terre des Hommes » (en anglais : Man and His World). Ces grandes expositions se tiennent depuis le milieu du XIXe siècle et servent à mettre en valeur les réalisations technologiques et industrielles des pays hôtes.

## Description détaillée
Pour marquer le centenaire de la Confédération, le Canada demande au Bureau international des expositions (BIE) d'être l'hôte d'une Exposition universelle et internationale de première catégorie. À la suite du refus de Moscou en avril 1962, le BIE accepte la candidature du Canada et Montréal sera finalement désignée le 13 novembre 1962 hôte de l'Exposition universelle de 1967. La Compagnie canadienne de l'Exposition universelle (CCEU) est créée en fin 1962, réunissant les trois principaux commanditaires de l'Exposition, le Canada, le Québec et la Ville de Montréal. Une première administration est nommée: Paul Bienvenu est commissaire général, Cecil Carsley, sous-commissaire général et Claude Robillard, directeur général. Cette équipe choisit de démissionner au début de 1964, étant entre autres en désaccord avec le fait de tenir l'Expo sur des îles au milieu du fleuve. Un nouveau commissaire général est nommé, le diplomate Pierre Dupuy, un sous-commissaire général, qui a été en charge de convaincre d'autres pays à participer à cet événement, ce qui a mené à plus de 60 autres pays à participer, l'ingénieur Robert Fletcher Shaw (en) et une nouvelle équipe est recrutée :
- directeur général : Andrew G. Kniewasser,
- secrétaire et conseiller juridique : Jean-Claude Delorme,
- directeur de l'aménagement : Edward Churchill,
- architecte en chef : Édouard Fiset,
- directeur des finances : Dale Rediker,
- directeur de l'exploitation : Philippe de Gaspé Beaubien,
- directeur des exposants : Pierre de Bellefeuille,
- directeur de l'information, de la publicité et des relations publiques : Yves Jasmin.

L'Expo 67 est l'un des événements marquants de l'histoire du XXe siècle pour le Canada, le Québec et Montréal. D'une durée de six mois (du 28 avril au 27 octobre 1967), l'Exposition accueille plus de 50 millions de visiteurs. Soixante-deux pays y participent sous le thème Terre des Hommes, portant le message de l'ouvrage éponyme d'Antoine de Saint-Exupéry. Près de 90 pavillons de toutes sortes (gouvernements, pavillons thématiques, organisations internationales, etc.) sont mis en place pour l'événement. Montréal choisit de placer l'Expo au centre du fleuve Saint-Laurent et des travaux majeurs suivent dès l'obtention de l'Exposition : la superficie de l'île Sainte-Hélène est doublée et une toute nouvelle île, l'île Notre-Dame, est érigée, pour un total de 600 hectares. On estime à vingt-cinq millions de tonnes la quantité de terre et de roc que l'on a dû transporter, provenant notamment (pour 15 % à 20 %) de la construction du métro de Montréal et du dragage du fleuve. Cet ouvrage a modifié l'environnement fluvial et détruit plusieurs frayères de poissons indigènes.
Les retombées culturelles et sociales de l'Expo sur une population québécoise qui est encore à vivre ce que l'on appelle aujourd'hui la Révolution tranquille sont importantes, mais difficiles à calculer. Le calcul des retombées commerciales est plus concret, mais est abandonné dans la hâte que l'on a de terminer l'opération. Ainsi, dans le calcul des coûts et des rentrées, on omet de compter l'héritage de l'Expo, la valeur de ce que l'Expo remet à la ville de Montréal, les îles, les ponts, les canaux, des pavillons et les aménagements de l'emplacement.
Le Canada et le Québec bénéficient largement de l'afflux touristique de 1967. L'Office du tourisme canadien calcule que l'entrée des dollars touristiques passe de 600 millions en 1966 à plus d'un milliard en 1967, majoritairement grâce à l'Expo. Le déficit opérationnel de 210 millions se trouve donc largement effacé.
Le fonds d'archives de la Compagnie canadienne de l'Exposition universelle de 1967 est conservé au centre d'archives du gouvernement fédéral (BAC) à Ottawa.

## Bilan financier
Toutes valeurs en dollars canadiens de 1967 :
- Coût : 431 904 684 $
- Revenu : 221 239 873 $
- Déficit opérationnel : 210 664 811 $

## Design sous toutes ses formes à l'Expo 67

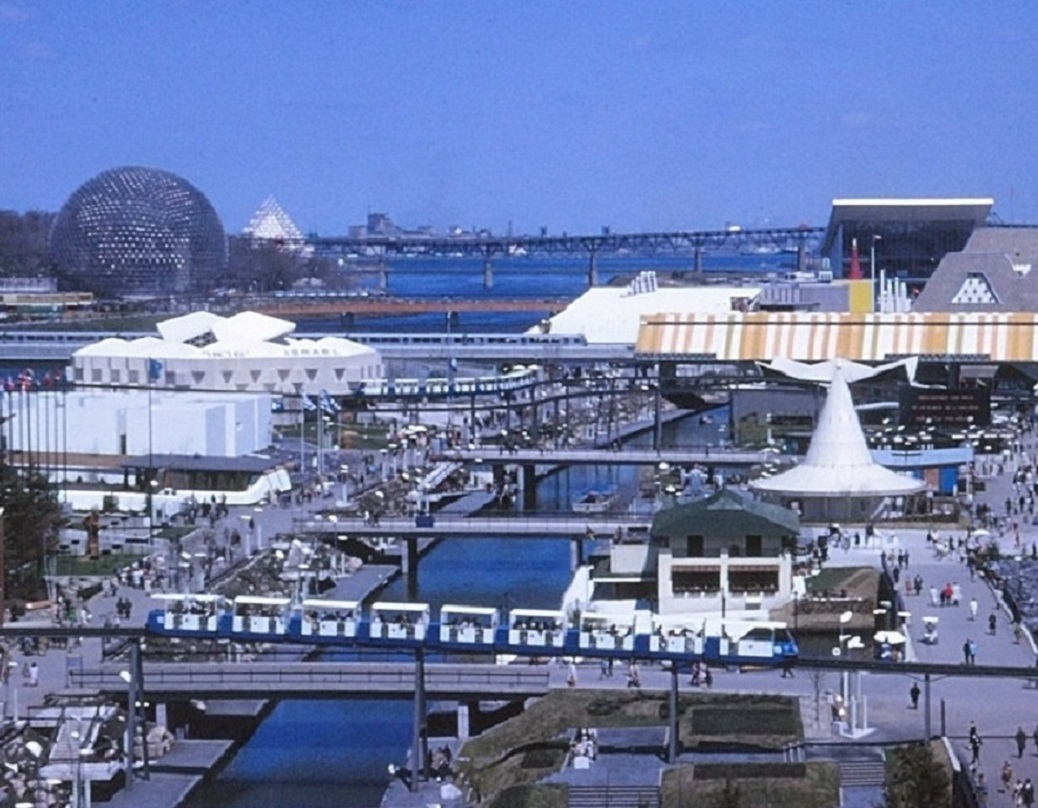
L'île Notre-Dame durant l'Expo

Le design fait partie intégrante de l'Exposition universelle de Montréal de 1967. Par la convergence du design international de l'époque et du design local, elle est le lieu idéal pour véhiculer de nouvelles idées. Soutenue par une grande campagne publicitaire et par de nombreuses publications, elle fascine avant même d'être officiellement ouverte. On s'enthousiasme devant les différents pavillons, les expositions qu'ils renferment, l'aménagement des sites, les objets et commodités personnalisés, les divertissements proposés, sans oublier les hôtesses et leurs uniformes à la mode.
Le design à l'Exposition s'étend sur cinq sphères distinctes, lesquelles sont divisées en sous-catégories.
- L'architecture, incluant les pavillons souvent innovateurs, l'aménagement des îles Sainte-Hélène et Notre-Dame (qui a été en charge par Philippe de Gaspé Beaubien, organisateur clé de l'Expo 67 et directeur des opérations.) et, à la Cité du Havre, Habitat 67, immense construction de 158 unités ou blocs de ciment prémoulés encore en fonction de nos jours;
- Le design graphique, avec les logos et publications, ainsi que la signalétique et la publicité ;
- Les médias, avec entre autres le cinéma et les effets audiovisuels, ainsi que les innovations techniques de l'époque ;
- La mode, avec les uniformes griffés des hôtesses et la venue de la minijupe qui annonçait déjà une ouverture d'esprit et une libération des pensées de la culture occidentale.

### Architecture

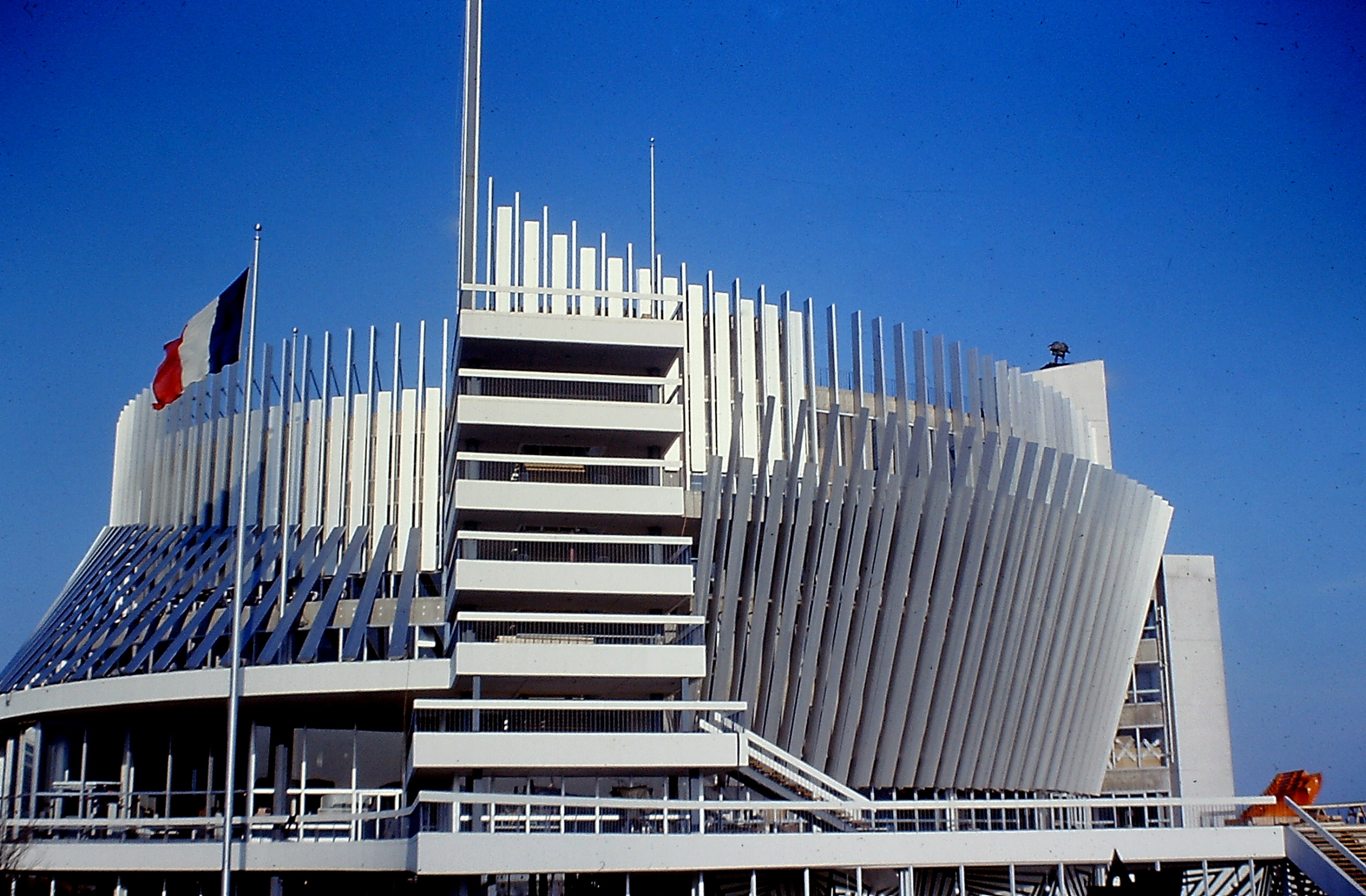
Le pavillon de la France

L'architecture des pavillons, avant-gardiste et futuriste, est un des attraits les plus importants d'Expo 67. Les 61 pays annoncés redoublent d'imagination et de créativité pour que leur installation laisse l'empreinte la plus marquante et raffinée et contribue à améliorer le tourisme et favoriser leur économie. Pour ce faire, on requiert les services des meilleurs architectes (Buckminster Fuller, Frei Otto, Walter Eykelenboom) afin de proposer des bâtiments qui étonnent, comme le dôme géodésique du pavillon des États-Unis, le pavillon-tente de l'Allemagne de l'Ouest ou celui en verre de l'Australie. Ces bâtiments emballent le public par leur design inédit, leur innovation technologique (facilité d'assemblage, transport, légèreté) et par le choix de matériaux souvent non conventionnels (toile de plastique ou d'acrylique, tuyaux d'aluminium, etc.). Deux autres objectifs motivent aussi les architectes : le désir de se dissocier des bâtiments monotones et ennuyeux qui régissent l'architecture des années précédentes et le défi de couvrir la plus grande superficie avec le moins de matériaux et aux moindres coûts.

#### Pavillons innovateurs et concept duspace frame
L'Expo 67 voit apparaître un nouveau concept architectural. Il s'agit du space frame, dont le principe est de couvrir le plus d'espace possible avec flexibilité et aux moindres coûts. Pour ce faire, il faut distribuer le poids total de la structure sur la plus grande superficie possible. Le space frame implique aussi l'usage de différents matériaux, tels l'aluminium et le plastique. Il permet, entre autres, de déplacer les structures facilement, de les agrandir ou de les diminuer selon les besoins et, surtout, de les décomposer en plusieurs autres structures de diverses formes. Plusieurs critiques et architectes de l'époque s'entendent pour dire que le space frame constitue le futur en matière de pensée et d'idéologie architecturale. Voici quelques descriptions des pavillons qui suivirent le principe du space frame:

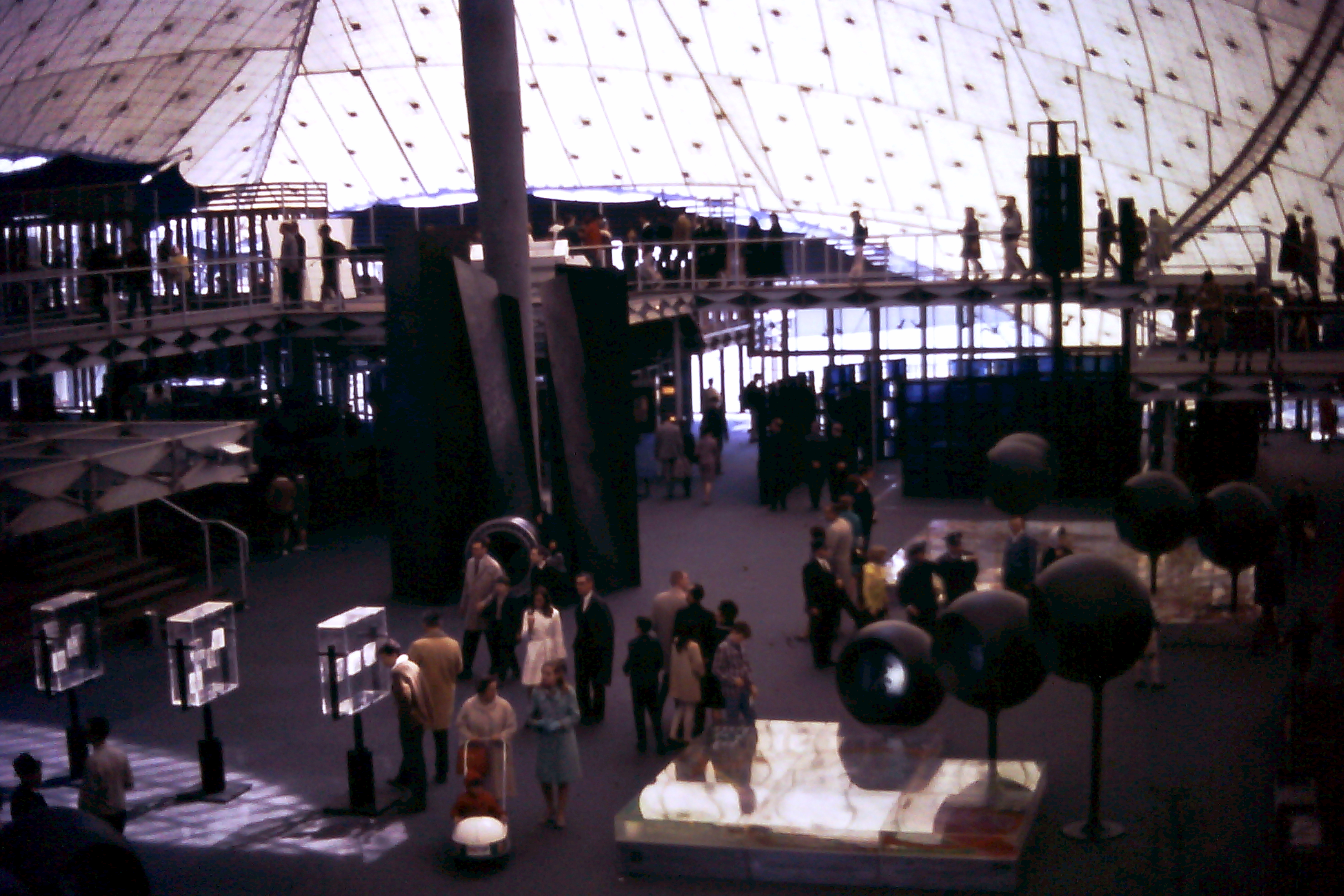
L'intérieur du pavillon de l'Allemagne (de l'Ouest).

##### Allemagne de l'Ouest
Imaginé et dessiné par Frei Otto, monté en 6 semaines, mais ayant été pensé durant plusieurs années, le pavillon de l'Allemagne de l'Ouest prend la forme d'un chapiteau asymétrique à plusieurs pointes, ouvert sur les côtés et dont le toit, composé d'un immense filet de fils d'acier soutenant une « peau » ou toile de plastique, est retenu par huit mâts d'acier élancés. La toiture de plastique, d'une pâle teinte de jaune, arbore des motifs en forme de fleur à quatre pétales et des fenêtres circulaires de plastique transparent qui permettent à la lumière naturelle de pénétrer dans l'espace d'exposition. Cet espace, d'ailleurs, n'est aucunement séparé par des murs, et les planchers, construits au préalable, sont indépendants du reste de la structure.

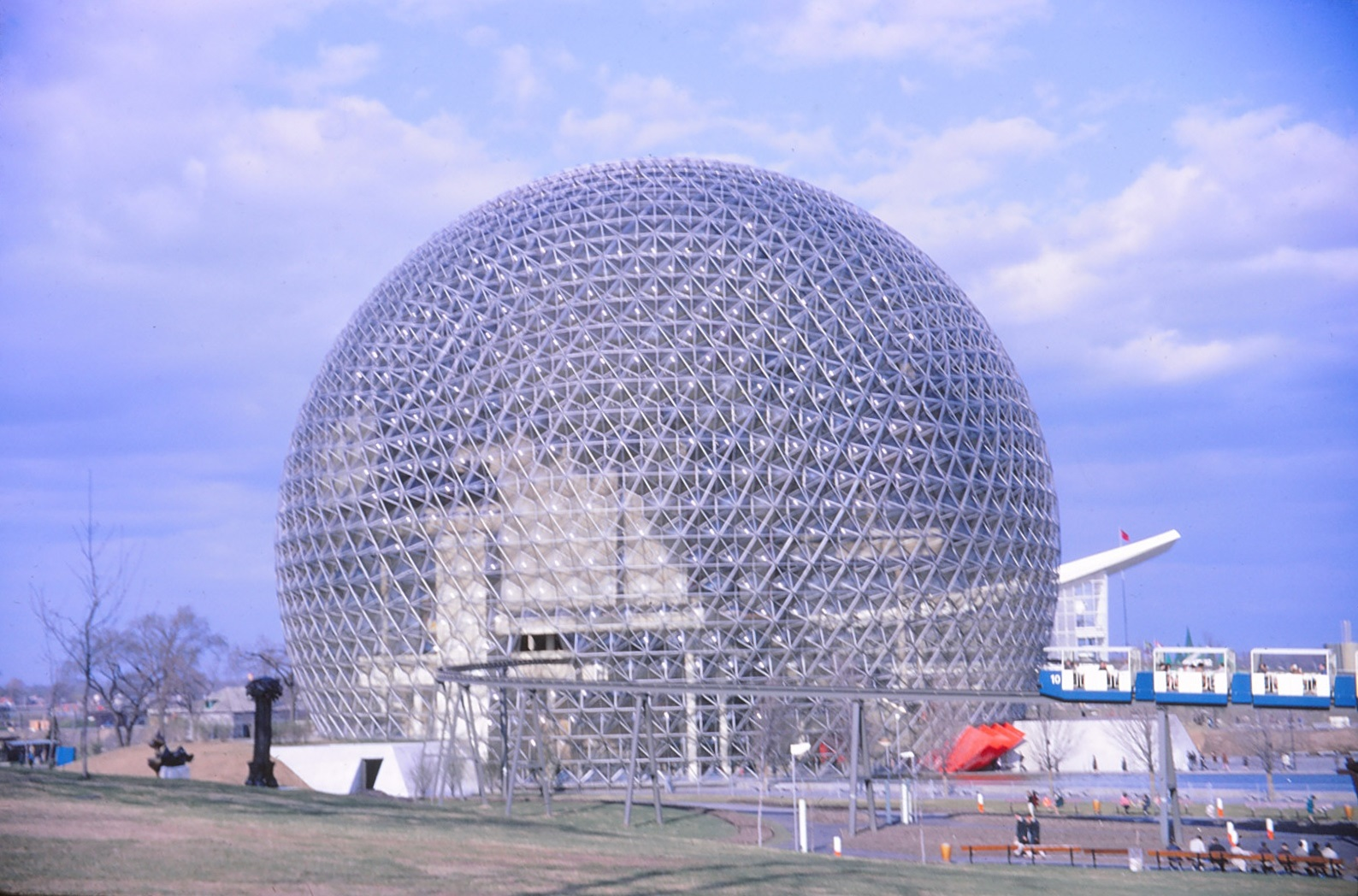
Le pavillon des États-Unis.

##### États-Unis
Cette structure est sans contredit la plus célèbre de l'Expo 67. Ce gigantesque dôme géodésique de 20 étages (61 m de haut), conçu par l'architecte et inventeur Buckminster Fuller, possède un diamètre de 76 m. Cette structure contient un système d'écrans teintés contrôlés par ordinateur, dont la fonction est de régler la température interne.

##### Pavillons thématiques «L'Homme interroge l'univers» et «L'Homme à l'œuvre»
Construits sur les îles Sainte-Hélène (« L'Homme interroge l'univers ») et Notre-Dame (« L'Homme à l'œuvre ») selon les plans de la firme Affleck, Desbarats, Dimakopoulos, Lebensold et Sise, et respectant les principes du space frame, ces pavillons regroupent des milliers de tétraèdres (figure à 4 côtés triangulaires) tronqués. Malheureusement, à la suite de l'annonce du fabricant qu'il n'y aurait pas assez de main-d'œuvre pour souder la structure, cette dernière est boulonnée, ce qui lui confère une apparence lourde et désuète.

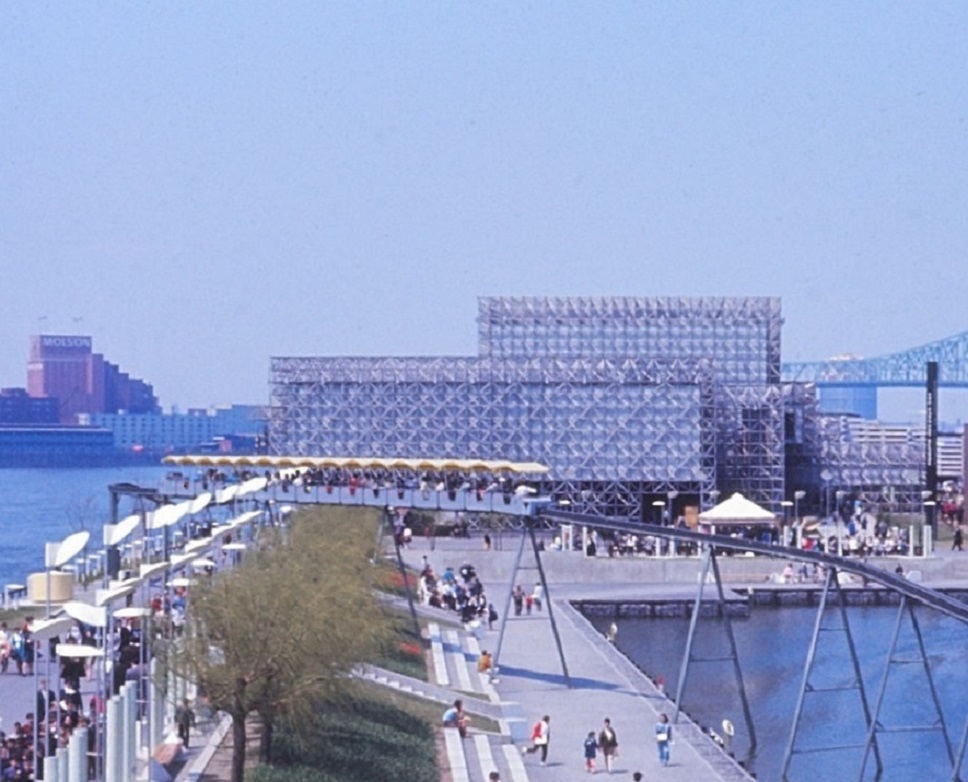
Le pavillon des Pays-Bas.

##### Pays-Bas
Construit selon les plans de l'architecte Walter Eykelenboom, de Rotterdam, et avec l'aide de son associé canadien George Eber, le pavillon des Pays-Bas est une structure triodétique de trois étages, constituée de 57 000 tubes d'aluminium de 3 pieds chacun, (donc 52 km de tubes). Elle est assemblée sans vis ni soudure, seulement à l'aide de clés anglaises. Les murs sont suspendus à la structure.
D'autres pavillons, sans employer le concept du space frame, font aussi preuve d'originalité dans leur architecture :

##### Australie
Ce pavillon, à l'origine une boîte de verre et d'acier, dessiné par l'architecte James MacCormick, impressionne par sa simplicité, son élégance, son modernisme et son raffinement. L'intérieur à aire ouverte est confortable, avec une lumière naturelle et des épais tapis de laine, un produit typiquement australien. Des bergères à hautes oreilles, munies de haut-parleurs stéréo, s'activent lorsqu'un visiteur s'y assoit; la couleur des coussins indique la langue. On y entend une trame sonore expliquant les plus récents avancements de la société australienne.

##### Pavillons despâtes et papiers
Composé de pyramides élancées vertes symbolisant la forêt montées sur une structure de verre, ce pavillon donne des impressions de forêt enchantée. L'effet s'intensifie par l'illumination du pavillon le soir venu.

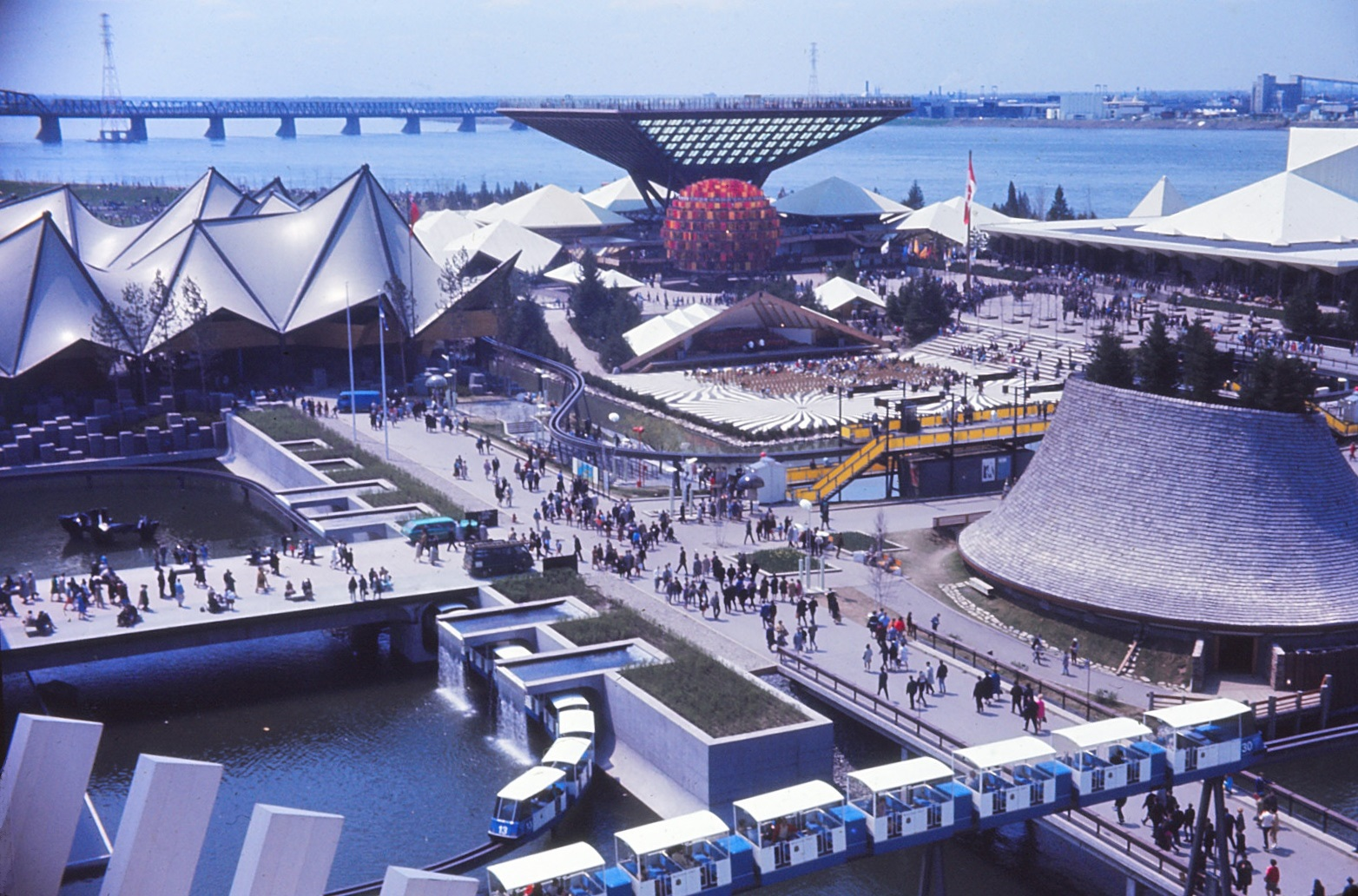
Le pavillons du Canada, de l'Ontario et de la Province-de-l'Ouest.

##### Canada
Conçu par les architectes Rod Robbie, Colin Vaughan, Paul Schoeler et Matt Stankiewicz et par les consultants Evans St. Gelais et Arthur Erickson, le pavillon canadien a en son centre une large pyramide inversée, le Katimavik («lieu de rencontre» en inuktitut), autour de laquelle sont disposés des bâtiments rectangulaires aux toits blancs. Tout près se trouve un «arbre» contenant 1 500 photos de Canadiens. En son centre, le pavillon fait étalage des plus belles avancées technologiques et sociales du Canada, démontrant la grande diversité de son peuple.

##### Israël
Tenant à se défaire de son image religieuse, le pavillon d'Israël innove et fait preuve d'une grande modernité quant à ses matériaux et design. Les murs extérieurs de forme cubique intégrant de la fibre de verre tentent de recréer un motif cristallin en trois dimensions.

##### Venezuela
Trois grands bâtiments cubiques, chacun arborant une couleur primaire, constituent l'ensemble du pavillon et sont remarqués pour leur simplicité, qui semble tout à fait de bon goût et appropriée.

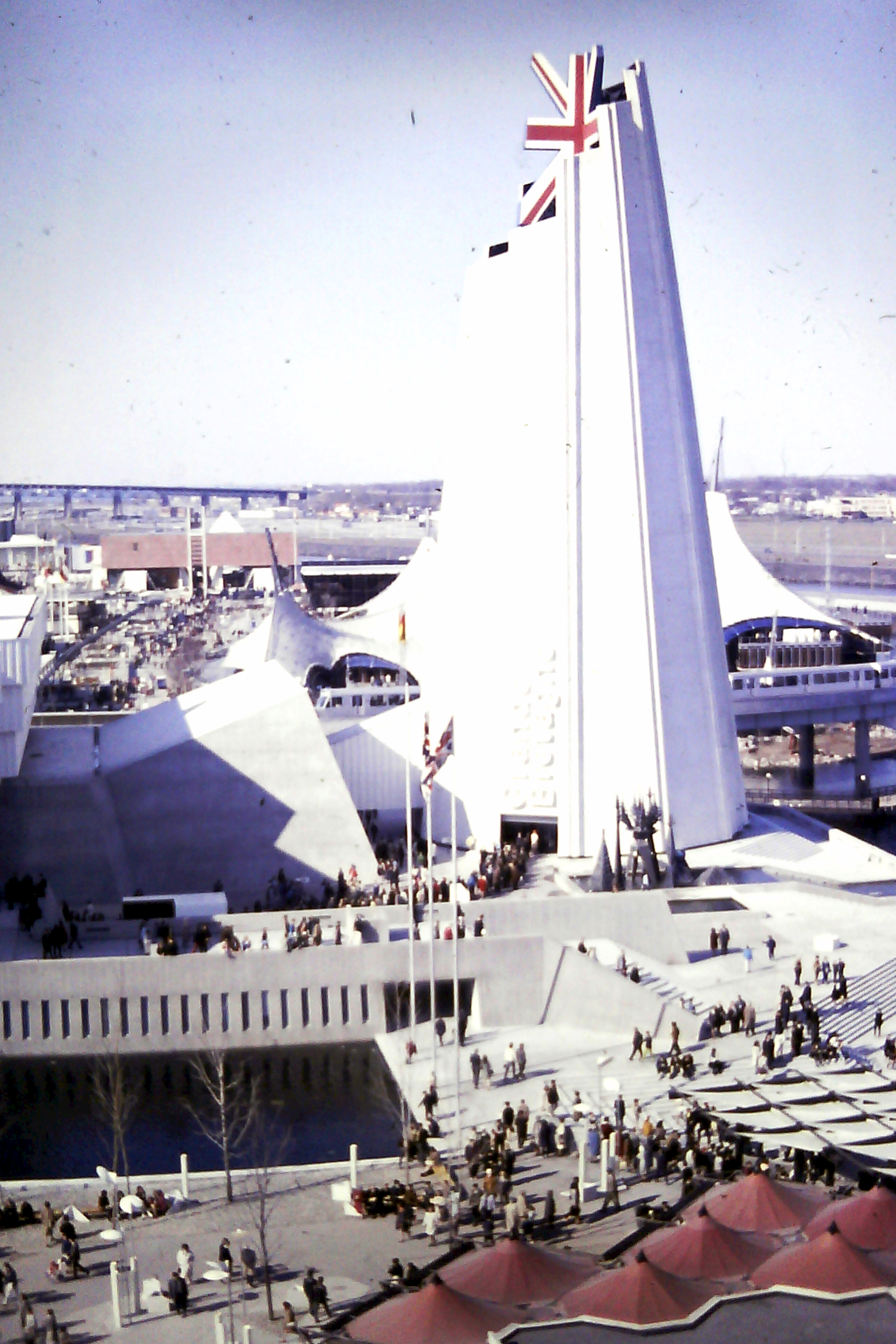
Le pavillon de la Grande-Bretagne.

##### Grande-Bretagne
Le pavillon en est une grande tour entourée d'eau. Des photos des Beatles comme d'immenses statues de Giacometti marquent ce pavillon, ainsi qu'une pointe d'humour typiquement britannique : on y apprend par exemple que le pays compte deux fois plus de perruches que de bébés.

##### France
Œuvre de Jean Faugeron, architecte concepteur (Paris) et André Blouin, architecte associé (Montréal), le bâtiment circulaire, composé de 9 niveaux autour d'un vide central, est construit en acier et béton, habillé de lames brise-soleil en aluminium. Son centre est occupé par les fils et lumières du Polytope du compositeur et architecte Iannis Xenakis. Des structures gonflables, notamment pour les terrasses, y sont conçues par Bernard Quentin, selon ses dessins que conserve le Musée national d'art moderne à Paris. Le pavillon est équipé de nombreux postes de télévision en couleur équipés du procédé SECAM. Le Panrama est également présenté comme curiosité expérimentale.

##### Iran
Le pavillon présente ce pays comme une société résolument moderne et ne souhaitant pas pour autant se couper de son passé prestigieux.

##### Kenya,OugandaetTanzanie
Ces pays ont créé un pavillon commun - ou plus exactement un espace commun au centre du pavillon de l'Afrique.

#### Pavillons thématiques

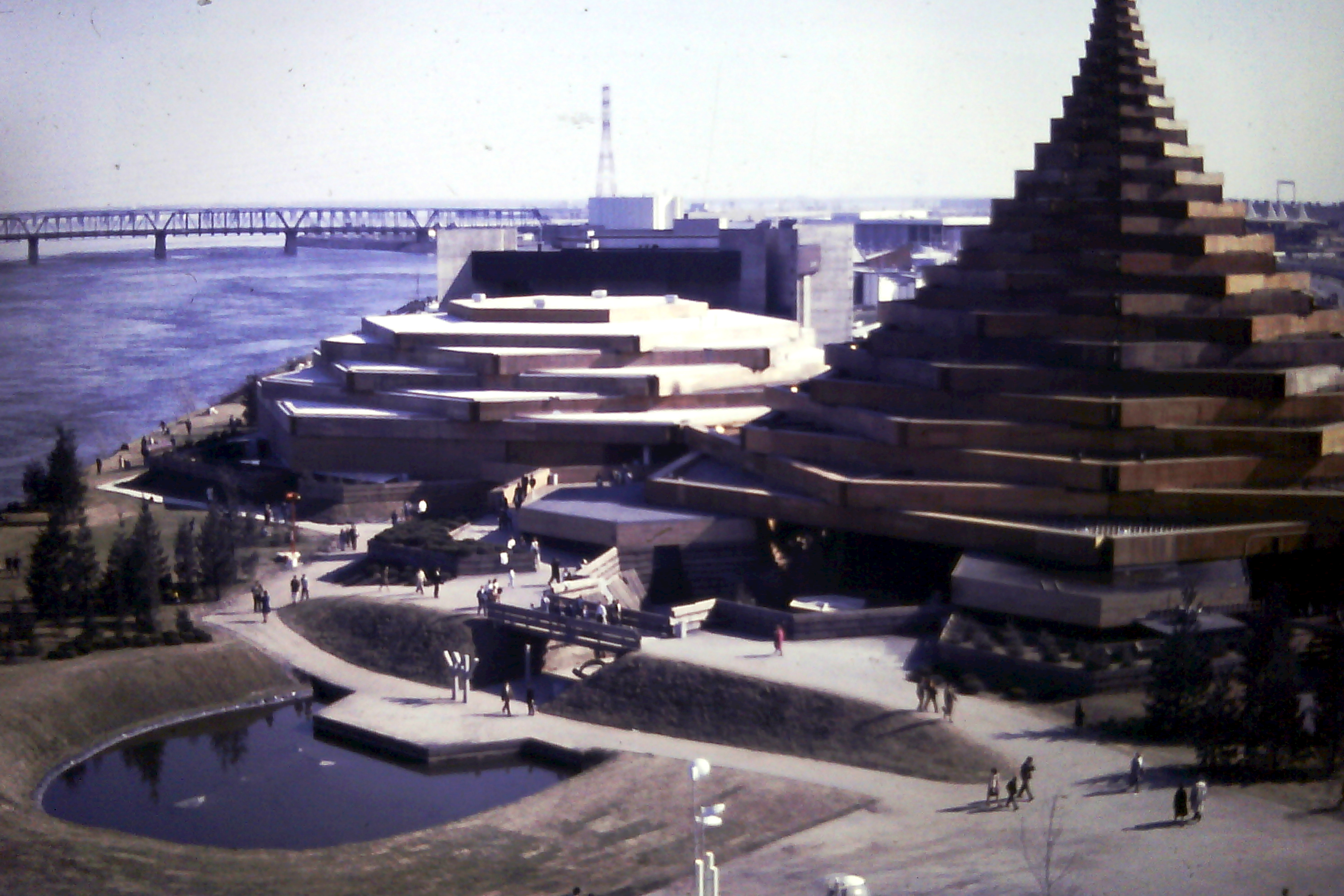
Les pavillons L'Homme dans la Cité et L'Homme et la santé

- Le Labyrinthe présente un court-métrage, Dans le labyrinthe, avec des effets qu'on ne reverra en France qu'avec le Futuroscope, soit des écrans multiples qui combinent différentes images ou qui offrent un panorama élargi. Ce procédé de présentation de l'Office national du film du Canada est un précurseur de ce qui est maintenant connu sous le nom d'IMAX.
- L'homme dans la cité explore les défis auxquels les grandes conurbations devront faire face à la fin du XXe siècle
- L'homme et la santé expose les progrès effectués dans la médecine, dont la percée de l'heure : l'opération à cœur ouvert. Ironiquement, c'est à ce pavillon que les ambulanciers seront le plus souvent appelés, en raison de nombreux évanouissements de spectateurs...
- Le génie créateur de l'homme comporte une exposition internationale d'œuvres d'art, une exposition de photographies et une exposition de design industriel.
- L'homme interroge l'univers expose la découverte de l'Univers par l'Homme.
- L'homme et la vie propose au visiteur de se promener à l'intérieur d'une représentation géante d'une cellule animale.
- L'homme et la mer montre la relation qu'entretient l'Homme avec l'océan et propose un spectacle de plongée sous-marine illustrant l'évolution de l'équipement de plongée à travers le temps, dans un aquarium géant en plus de présenter, en première mondiale, la célèbre soucoupe de plongée du Commandant Jacques Cousteau.
- L'homme et les régions polaires, pavillon fortement climatisé, montre la découverte, l'exploration et la vie dans les régions polaires. On y présente un film dans une salle de cinéma dont les sièges sont placés au centre d'un plateau circulaire tournant, évoquant le lent mouvement des glaces polaires.
- L'homme et l'agriculture expose les nouvelles techniques agroalimentaires telles les couveuses, les croisements d'espèces de plantes et l'aménagement des cultures.
- L'homme et la musique présente des spectacles musicaux et de l'éducation, en collaboration avec Jeunesses Musicales Canada. Après Expo 67 le bâtiment est démantelé et relocalisé au Mont Orford pour devenir Orford Musique[16],[17].
- L'homme à l'œuvre montre les diverses technologies utilisées par l'Homme. Une immense salle simule une chaîne de montage entièrement robotisée de fabrication d'une automobile, de l'assemblage à la couche de peinture finale. Les domaines couverts ne s'arrêtent pas à la technologie de production : le monde des Arts emploie des moyens industriels pour produire des œuvres telles les sculptures de femmes en inox de Michael Snow.
- L'apprenti-sorcier expose les divers défis éthiques découlant de la science et de la technologie tels que la bio-ingénierie versus l'évolution naturelle ainsi que les questions éthiques contemporaines au XXe siècle.

### Aménagements, installations et autres pavillons notoires
- Le pavillon du Canadien National explore le thème du mouvement et du temps. Un film en 70 mm sur grand écran incurvé, intitulé Le Mouvement / Motion en fait l'éloquente démonstration. Ici aussi, le procédé est un ancêtre du cinéma Omnimax (ce dernier s'appelle aujourd'hui « IMAX DOME »).
- En maître de céans, la province de Québec a particulièrement soigné la  présentation de son pavillon de l'Expo 67 en y réalisant une rare synthèse entre le cadre architectural et une exposition présentant sur  un plan monumental, à divers niveaux, le passé, le présent et l'avenir du Québec[18],[19].
- La pavillon de l'Ontario présente un film en 70 mm en multi-écrans intitulé A Place to Stand de Christopher Chapman, qui obtient l'Oscar du meilleur court métrage en prises de vues réelles en 1968.
- Le pavillon Canadien Pacifique-Cominco projette un film sur écrans multiples : Nous Sommes Jeunes / We Are Young, un tableau de la vibrante jeunesse des années '60. Le visiteur est ensuite invité à jouer interactivement avec les cinq sens.
- Le pavillon Polymer, autant par des installations ingénieuses que par son architecture audacieuse évoquant une molécule de synthèse, rend compte des progrès dans le monde des plastiques et des composés synthétiques.
- Le pavillon de la société Kodak éblouit le visiteur par ses avancements dans le domaine de la photographie. Un spectacle d'images projetées sur des jets d'eau termine la visite.
- Le pavillon Kaléidoscope offre au spectateur une féerie de couleurs sur film avec ses trois salles de projection cintrées de miroirs qui donnent des effets d'infinité ou de volume dépassant la dimension du pavillon.
- Le pavillon du téléphone présente tout d'abord son célèbre Cinéma 360 où six écrans concaves forment un cercle autour de la salle, emmenant le spectateur d'un bout à l'autre du Canada « en tapis magique », le film présenté, Canada '67, avait été réalisé par les Studios Disney[20],[21]. La deuxième section du pavillon fait étalage des prodiges à venir dans le monde de la téléphonie, du tout nouveau téléphone à clavier, en passant par les fonctions domestiques que permettront le système à tonalités, jusqu'au vidéophone futuriste. À la sortie du pavillon, une application pratique attend le visiteur : des cabines téléphoniques insonorisées, à usage mains libres.
- Le Pavillon de la jeunesse de La Ronde évoque les thématiques propres à la jeunesse nord-américaine des années '60 : contestation de l'autorité, mouvement anti-guerre du Viêt-Nam et même la contre-culture (ce qui est très audacieux pour 1967).
- Le pavillon tchécoslovaque présente l'un des premiers films interactifs au monde, Kinoautomat[22].

#### Îles artificielles

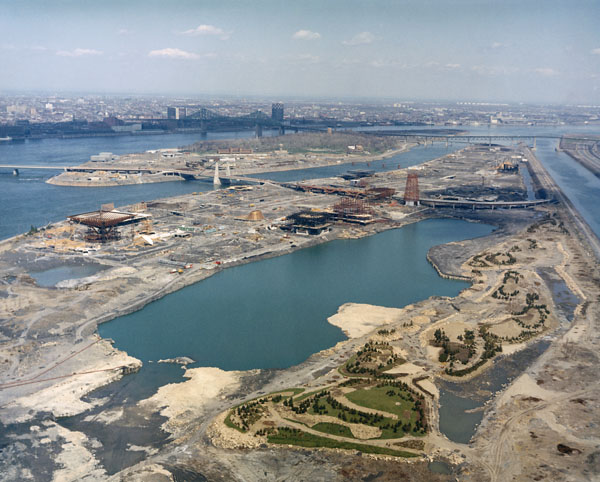
Construction en cours sur l'île Notre-Dame nouvellement construite, mai 1966.

Afin de combler le problème d'espace pour accueillir les différents exposants, le maire de Montréal de l'époque, Jean Drapeau, développe une idée qui semble au départ saugrenue (pour certains) : élargir une île déjà existante et créer de toutes pièces une autre île sur le fleuve Saint-Laurent.
C'est ainsi que l'île Sainte-Hélène telle qu'on la connait aujourd'hui apparaît et que l'île Notre-Dame est créée. On déverse dans le fleuve près de 30 000 000 tonnes de terre et de roche d'excavation provenant majoritairement des sédiments du fleuve St-Laurent, de carrières de la région de Montréal et du métro de Montréal (entre 15 % et 20 %). Le maire se trouve avoir eu raison, puisque le fleuve, ainsi que les différentes pièces d'eau qui parsèment le site d'Expo 67, constituent une attraction en soi.

#### Cité du Havre
La jetée Mackay, péninsule située à l'extrémité sud du port de Montréal, est choisie pour compléter le site de l'Exposition. Elle est élargie et allongée, puis reliée aux îles par la construction du Pont de la Concorde. Renommée Cité du Havre, elle constitue la porte d'entrée principale de l'Expo 67.
On y construit le Centre administratif de la Compagnie canadienne de l'Exposition universelle où loge également le Centre de presse, la Place d'accueil, le Centre international de radiotélédiffusion, l'Expo-Théâtre, le Labyrinthe, des pavillons thématiques (Le Génie créateur de l'Homme, L'Homme dans la Cité, L'Homme et la Santé), et le complexe résidentiel Habitat 67. S'ajoutent les pavillons Les Industries du Québec, le Centre du commerce international, s'adressant aux hommes d'affaires, la Maison olympique qui est un centre d'information et documentation destiné à la grande famille olympique, Les Jeunesses Musicales du Canada, et le Pavillon de l'hospitalité dédié aux femmes et aux familles.
Un vaste stationnement est aménagé à proximité, à l'ouest de l'autoroute Bonaventure, de même que l'Autostade, un stade de 25 000 places. Deux stations de l'Expo Express desservent la Cité du Havre, à la Place d'accueil et à Habitat 67.

#### Habitat 67

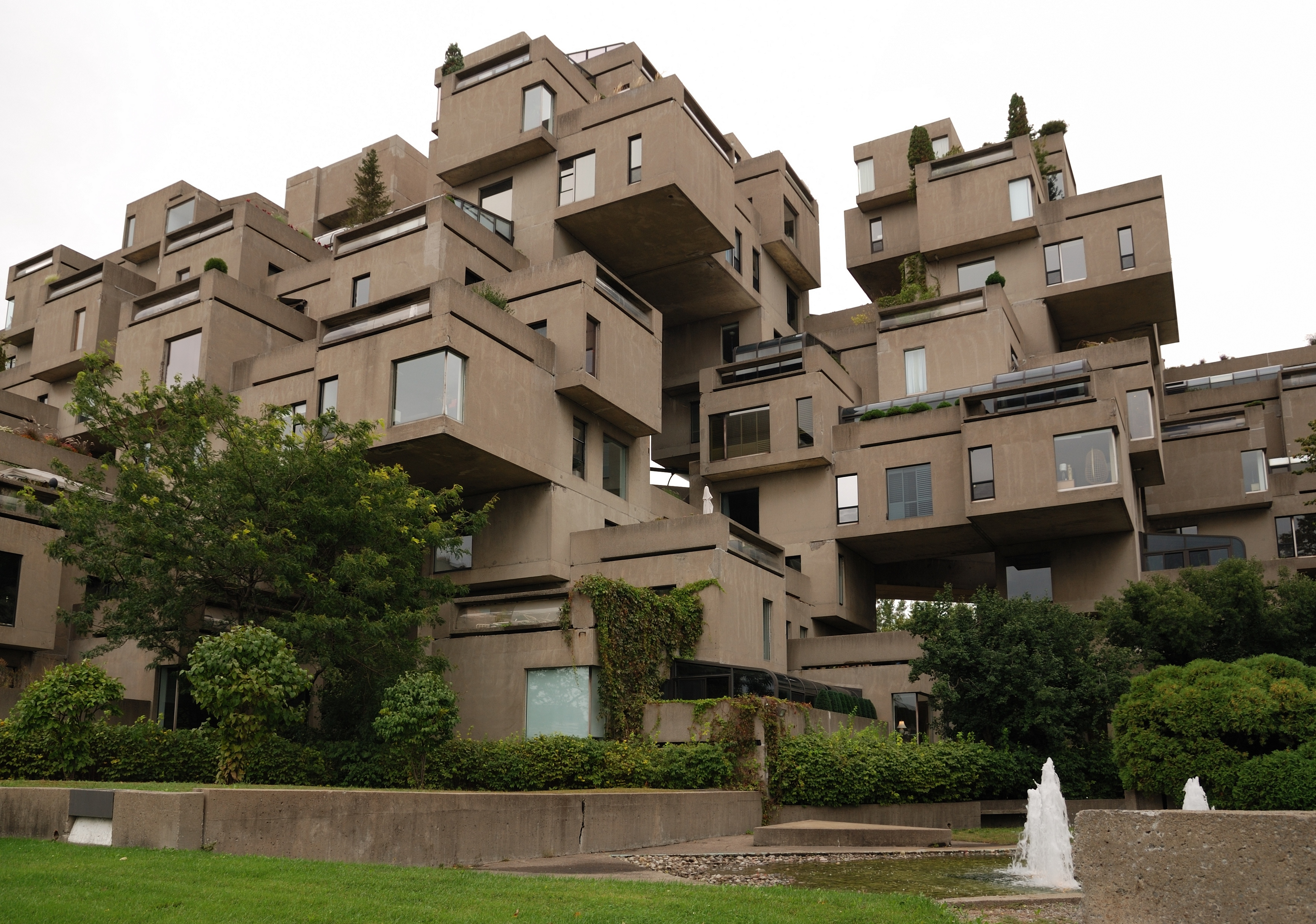
Habitat 67.

Il est de coutume que chaque Exposition universelle laisse derrière elle un témoignage de tous ses progrès technologiques et idéologiques. À Paris en 1889, il y eut la tour Eiffel et avant, à Londres en 1851, ce fut le Crystal Palace de Sir Joseph Paxton. Pour Montréal, en 1967, c'est Habitat 67, situé à la Cité du Havre. L'architecte israélien Moshe Safdie, étudiant de la McGill University School of Architecture, a pour but, lorsqu'il conçoit Habitat 67 en 1964, de rendre pratique et moins coûteuse l'habitation en ville, tout en gardant les plaisirs et l'intimité des maisons privées de la banlieue. Il y voit une occasion rêvée d'industrialiser le processus de construction et ainsi d'augmenter la rapidité d'exécution des travaux. C'est dans cette optique qu'il imagine Habitat 67, un concept architectural ambitieux de 158 unités ou blocs de ciment pré-moulés, renforcés par une structure d'acier incorporée au moulage, empilés les uns sur les autres, de sorte que le toit de l'habitation du dessous se trouve à être le jardin ou patio privé de l'appartement du dessus. Au total, 15 aménagements sont possibles, depuis des appartements à une chambre aux appartements à quatre chambres pour les familles. Les salles de bain (sauf la toilette), ainsi que les comptoirs de cuisine, sont faits d'un seul morceau de plastique moulé, ce qui rend facile et rapide l'entretien, et confère un style unique et futuriste à ces pièces, grâce à l'absence de jonctions dans le plastique. Les laveuses-sécheuses se superposent afin de maximiser l'espace. Les fenêtres, en angle sur deux façades des murs, permettent d'apprécier la vue sur la Cité du Havre et le fleuve St-Laurent. Pour les locataires les mieux situés, il est possible d'apercevoir Expo 67. Les logements sont climatisés, une petite bibliothèque est encastrée dans les chambres, et des miniparcs et terrains de jeux sont aménagés. Présenté par l'architecte lui-même comme un projet expérimental, un prototype, le complexe comporte toutefois quelques inconvénients, notamment au sujet de la rentabilité de l'investissement.

### Design industriel
Les designers chargés de l'identité globale d'Expo 67 se sont donné pour mandat d'uniformiser et de standardiser le design de toutes les installations et commodités de l'événement, dans le but de créer une unité dans l'esthétique et le style. Ainsi, toutes les catégories de l'Exposition sont couvertes et se complémentent, des bancs publics aux couverts et cendriers, des lampadaires aux panneaux d'orientation, en passant par les pavillons eux-mêmes, sans oublier le célèbre minirail.

#### Objets promotionnels et souvenirs

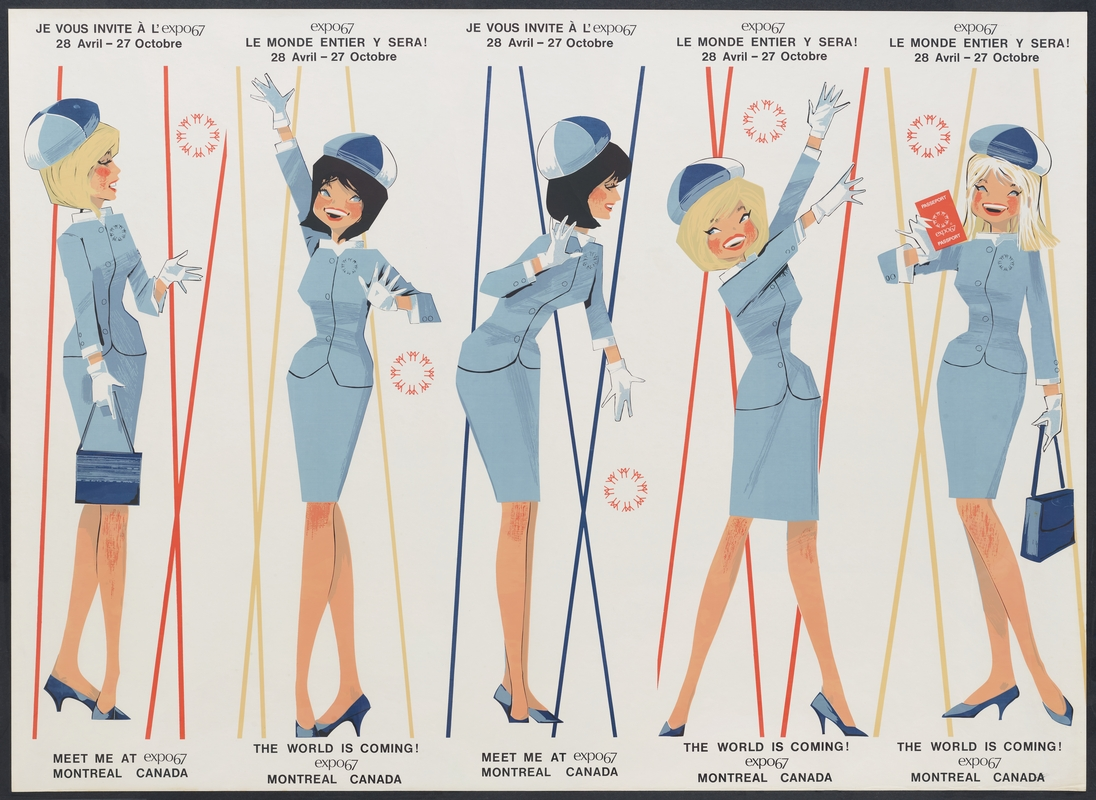
Affiches de l’Expo 67.

Expo 67 opte pour une vaste production d'objets promotionnels ayant tous le même style ou une parenté graphique. Le logo y est apposé, de même que l'inscription «Expo 67 / Montréal, Canada», le symbole de la «Terre des Hommes», et une illustration ou reproduction des pavillons (souvent du pavillon canadien).
La gamme de produits offerts comprenait par exemple les foulards pour dames, chaussures, sacs de cuir, cendriers, cartes postales, broches et autres épinglettes, porte-clés, assiettes de collection, tasses, pichets de bière, pièces de monnaie commémorative, boules à neige. Certains contemporains ayant vécu l'Expo 67 ont conservé leur passeport de l'Expo, souvenir d'une époque remplie de découvertes, de surprises et de progrès[source insuffisante].

#### Mobilier urbain
Après quelques problèmes, le comité responsable du design des installations pratiques a recours à Luis Villa, un designer industriel colombien œuvrant à l'époque à Philadelphie. Celui-ci, en moins d'une semaine, présente au directeur de la portion design, Norman Hay, des croquis intéressants et innovateurs. Les préoccupations de Villa coïncident avec les besoins urgents d'Expo en matière d'ameublement urbain: une unification de l'identité générale et des plans à l'échelle de la ville. En ce sens, Villa veut que ces éléments soient le plus discrets possible, tout en proposant une certaine unité.
Villa propose au comité des socles de forme triangulaire en ciment multi-usages. Utilisés tels quels, ils servent de jardinières et de poubelles. Utilisés comme bases, ils servent de bancs publics (associés à quelques lattes de bois, créant une forme linéaire), de lampes et d'abreuvoirs.
Également, Luis Villa instaure un système d'éclairage efficace en respectant l'idée d'harmonie esthétique et identitaire de l'Expo 67. Ses lampadaires de rue sont formés d'un grand cercle de fibre de verre servant de réflecteur, surplombant un long cylindre avec à sa base une source lumineuse de forte intensité. La lumière vive réfléchie forme un halo diffus créant une douce lueur autour du lampadaire.
Enfin, ce que certains visiteurs qualifient de « l'une des plus belles sculptures sur le site » se trouvent être les célèbres cabines téléphoniques. D'allure spatiale, ces cabines, dont la base est constituée de socles triangulaires de ciment, se distinguent par leur toiture à la forme semi-sphérique en acrylique transparent. Ces demi-sphères donnent l'illusion d'une bulle au-dessus de la tête des utilisateurs, ce qui alimente l'impression d'un espace futuriste. Finalement et en complémentarité aux cabines téléphoniques et aux lampadaires, les clôtures sont de simples dispositions de barres de fer géométriques.

### Transports

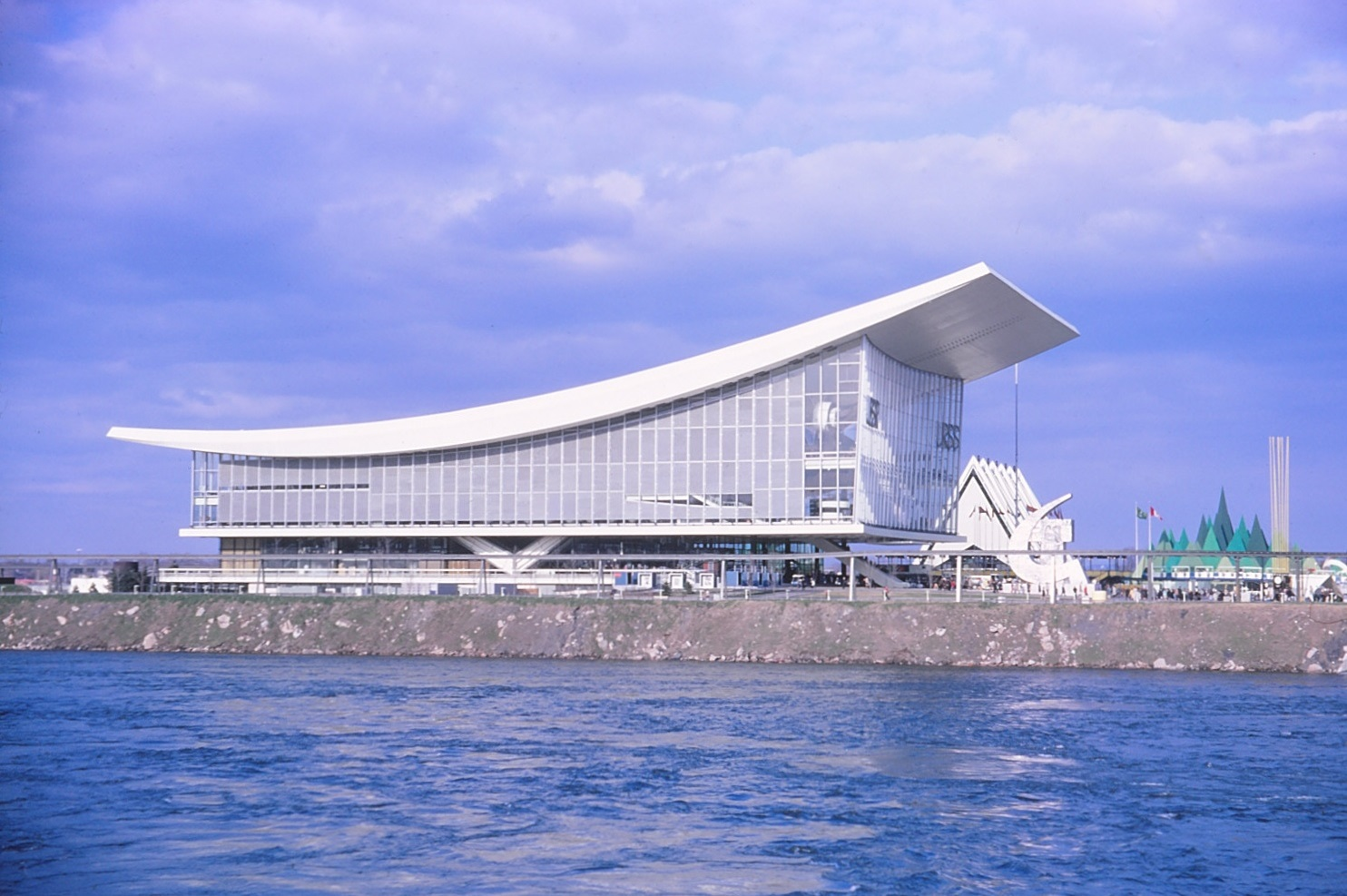
Le Pavillon de l'URSS.

Avec 50 306 648 visiteurs (en date du 29 octobre 1967), 61 pays participants et 90 pavillons, l'Expo 67 est reconnue comme la plus réussie du XXe siècle. Les pavillons les plus visités sont : le pavillon de l'URSS (13 millions), le pavillon canadien (11 millions), le pavillon des États-Unis (9 millions), le pavillon de la France (8,5 millions) et finalement le pavillon de la Tchécoslovaquie (8 millions).
Dans le but d'assurer le bon déplacement de cette foule à travers le site d'Expo 67, les organisateurs mettent à la disposition du public de nombreux moyens de transport. Mis à part le métro et l'autobus, déjà en fonction, plusieurs autres moyens de transport efficaces et esthétiques sont développés. En voici quelques-uns :

#### Expo-Express
Train léger aux wagons climatisés et à autoguidage par ordinateur (une première au Canada), véritable « minimétro » de surface, constituant le principal service de transport à l'intérieur du site de l'Expo 67 et pouvant accueillir 1 000 passagers à la fois, l'Expo-Express dessert cinq stations. Son réseau s'étend sur 5,7 km, de la Cité du Havre (stations Place d'Accueil et Habitat 67, laquelle ne sera finalement jamais utilisée), en passant par l'île Sainte-Hélène et l'île Notre-Dame pour terminer son parcours à La Ronde. Fait surprenant : le temps d'attente entre chaque embarquement n'est que de 5 minutes. Lors de cette première année d'exploitation, la lunette avant du train est accessible, ce qui en fait un point d'intérêt pour tous les petits enfants qui veulent voir défiler les rails du point de vue du conducteur.

#### Minirail bleu
Après l'Expo-Express, le Minirail constitue le deuxième moyen de transport de l'Expo 67. Il est apprécié des visiteurs pour sa progression plutôt lente, qui permet d'apprécier la vue en plongée qu'il offre sur les différents pavillons (surtout de l'île Notre-Dame) et de profiter d'un survol relaxant après une longue journée de marche sur le site. À son retour sur l'île Sainte-Hélène, le Minirail bleu pénètre à l'intérieur du pavillon de l'Ontario ainsi que celui des États-Unis, aujourd'hui appelé la Biosphère, et permet aux visiteurs de contempler des posters gigantesques de stars du cinéma américain, des œuvres d'art à grande échelle ainsi que des équipements d'entraînement des missions spatiales Apollo de la NASA.

#### Minirail jaune
Ce minirail, d'un trajet plus court, fait le tour d'une seule section de l'Expo 67. Un circuit ceinture l'île Sainte-Hélène et un autre, non relié, encercle le parc d'amusement de La Ronde. Ces minirails sont plus petits en gabarit et plus intimes mais le voyageur est également plus exposé aux éléments. Lors du trajet, il n'est pas rare pour le voyageur d'être aspergé par la fontaine du lac des Cygnes de l'île Sainte-Hélène ou éclaboussé par un manège comme La Pitoune de La Ronde,

#### Balade
Ce petit train sans rails mais sur pneumatiques transporte ses passagers entre les différents points d'intérêt des îles de l'Expo 67. Ce mode de transport est plus facilement adaptable que les équipements à rails comme le minirail ou l'Expo Express et le trajet est adapté en fonction des besoins changeants, selon l'affluence des visiteurs. Il sera d'un grand secours pour les automobilistes garés dans l'immense stationnement qui s'étend tout le long de l'autoroute Bonaventure jusqu'à la sortie 60 des autoroutes 15 et 20.

#### Vaporetto
Le vaporetto est un bateau-mouche qui navigue sur les canaux et cours d'eau du site de l'Expo 67. Il a l'avantage d'offrir un autre point de vue sur l'Expo. Il fonctionne en boucle touristique plutôt que de servir de moyen de transport.

#### PediCab
Sorte de pédalo terrestre, ce taxi-triporteur fourni par Tilden est équipé de deux sièges et d'un pare-soleil et permet de se déplacer plus aisément entre les différents kiosques et pavillons. Les garçons qui manœuvraient ces PediCabs sont admirés pour leur endurance car le véhicule n'a pas de système de vitesses.

### Publicité

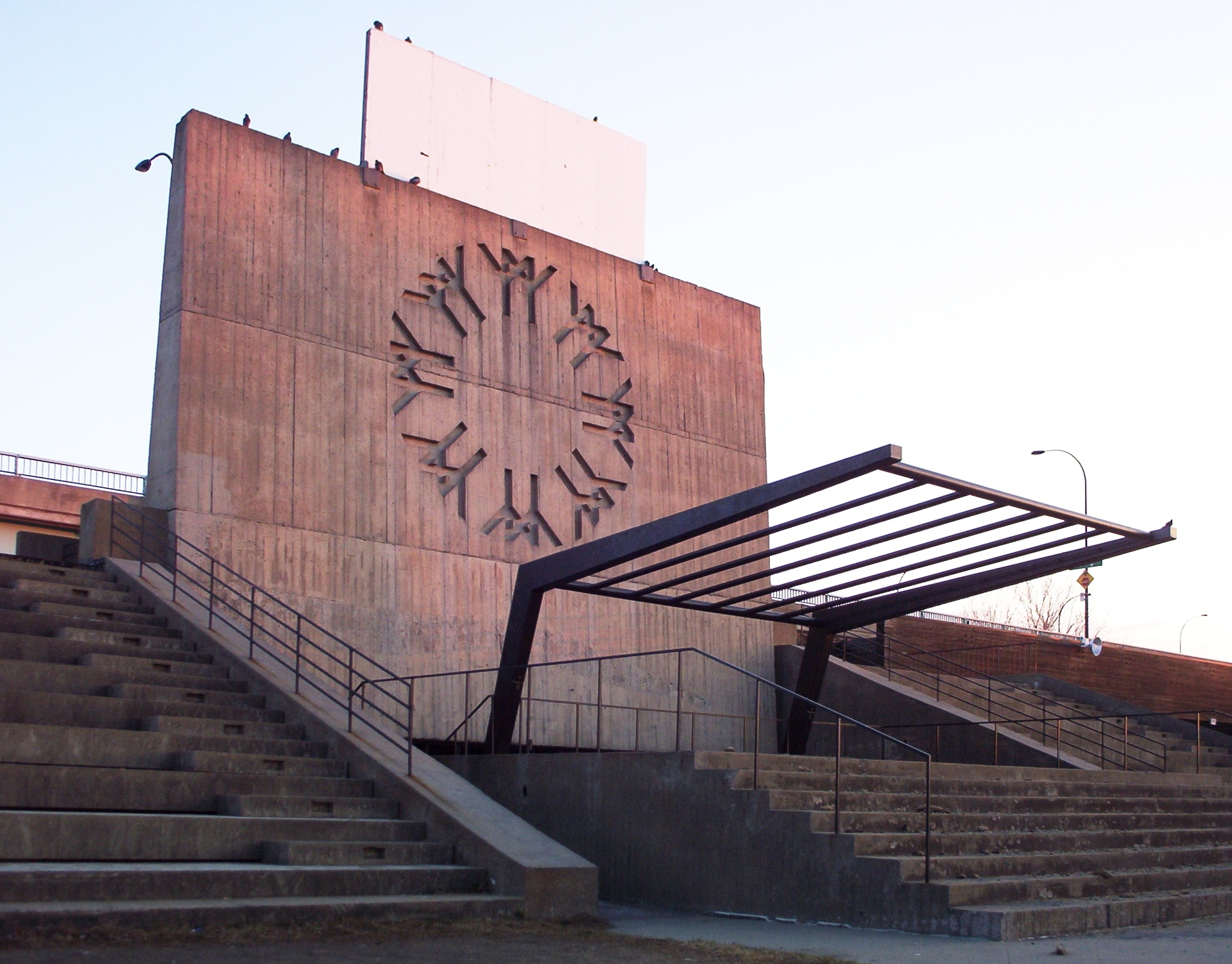
La Place des Nations.

Le service de publicité est fondé dès 1964 et prépare une campagne mondiale. Jusqu'en septembre 1965, il est constitué de 8 membres, après il augmente à douze pour répondre à l'augmentation de la charge de travail.
Ce service a pour mission de s'occuper de:
- La production de vidéos informatives
- La création de brochures et dépliants sur les multiples aspects de l'Exposition
- Les relations publiques
- La production et distribution des publicités commerciales à travers différents médias.

Au début du processus, le travail du comité est principalement de s'occuper des diverses brochures et affiches destinées aux exposants et à tous ceux qui vont participer à la réalisation de l'Exposition. Plusieurs rencontres par année sont organisées avec les contracteurs et publicitaires. Dès 1965, les campagnes publicitaires destinées à grand public sont réalisées. Les premières éditions de la brochure « Voici l'Expo 67 » ne sont traduites qu'en français, anglais et russe, mais elles seront traduites en trois langues supplémentaires par la suite, soit l'italien, l'allemand et l'espagnol.
La campagne publicitaire est principalement diffusée en Amérique du Nord, spécialement dans les grands centres urbains des États-Unis. À Montréal, les publicités ne visent pas à convaincre les habitants à venir à l'Expo 67, mais plutôt à participer en inscrivant leur maison à Logexpo (un système qui consiste à louer une chambre de leur maison pour pallier le manque de place dans les hôtels montréalais).
L'Exposition universelle coïncidant avec le Centenaire de la Confédération, plusieurs publicités réalisées par le comité de publicité du centenaire invitent le public à aller à Montréal pour voir l'Expo 67.
En août 1966, le comité s'occupe de la conception d'une brochure de 12 pages en couleurs, destinée au Reader's Digest. C'est la campagne la plus considérable jamais publiée, à l'époque, elle coûtera 450 000 $

#### Chanson thème
La chanson thème de l'expo (Un jour, un jour) fut écrite par Stéphane Venne et choisie parmi les 2 200 inscriptions au concours commandité par Sun Life dans le cadre du Festival du disque. La chanson est diffusée principalement à la radio et pour les publicités télévisuelles.
Plusieurs enregistrements de "Un jour, un jour" ont été publiés, dont ceux par Donald Lautrec et par Michèle Richard.

### Design graphique
Dans les années 1960, la modernité semble émerger soudainement au Québec, se manifestant dans tous les types d'arts ainsi que dans les pratiques sociales, probablement en réaction au climat social répressif des années 1950. En s'opposant aux idéologies conservatrices du temps, c'est à ce moment que se forment les artistes d'avant-garde qui ont défini la modernité au Québec. C'est dans ce contexte que se créer la célèbre exposition de 1967.
Le design est omniprésent à l'Expo 67. On le retrouve sous différentes formes telles que l'architecture, le design industriel, la mode, les médias et bien sûr le design graphique. En effet, des affiches, des symboles, des brochures, la signalétique, la publicité, des logos et des illustrations sont produits pour l'occasion par divers artistes d'ici et d'ailleurs. Le design graphique de l'Expo 67 est assuré par le Programme de graphisme et d'affichage de la Compagnie de l'Exposition de 1967, avec à sa tête Georges Huel, diplômé de l'École des arts graphiques et dessinateur de l'affiche officielle de l'Expo. On y développe la campagne publicitaire, les publications, l'affichage et la signalétique très efficace pour l'Expo 67. D'autres graphistes sont engagés par la Commission des Expositions du gouvernement canadien, afin de concevoir plusieurs publications et documents de signalisation et d'identification. Parmi ceux-ci, on retrouve Paul Arthur, Burton Kramer, Frank Mayrs et Neville Smith,.

#### Logo
Créé par le designer montréalais Julien Hébert, le logo « Terre des Hommes » est constitué d'une répétition d'un ancien symbole représentant un homme debout: la ligne verticale étant le corps, d'où partent deux traits qui représentent les bras ouverts. Ce symbole a été mis en paires afin de représenter l'amitié universelle et la distribution autour d'un axe circulaire symbolise la terre. Le thème du logo reprend le titre d'un ouvrage de l'auteur Antoine de Saint-Exupéry, qui a une éthique humaniste dans laquelle Hébert se reconnait.
La proposition graphique du designer est retenue parmi celles de huit autres professionnels du domaine et lui a même valu un prix à l'international. Elle a été choisie pour sa simplicité et distinction, tout en étant une idéographie universelle qui ne sera pas confondue avec d'autres symboles. La police de caractère utilisée dans la signature officielle est Optima, une police de caractère sans-sérif sortie en 1958 d'Hermann Zapf pour la fonderie D. Stemple AG, en Allemagne. Elle a été choisie pour sa lisibilité et sa ressemblance avec le logo. La police linéale colle avec l'emblème de l'expo grâce à la graisse similaire des lignes ainsi que son caractère humaniste. Ses caractéristiques de lettres romaines, avec ses pleins et déliés contrastants, fonctionnent parfaitement avec le thème de l'exposition « Terre des hommes ».
Concernant les textes qui accompagnent le logo, la police de caractère « Century Expanded », de Morris Fuller et Linn Boyd, est priorisée. Selon le manuel de directives graphiques de l'Expo, la compagnie demande que le blanc, noir, gris, rouge Expo et bleu Expo doivent être utilisées. Ces deux couleurs ont même été mises en vente par plusieurs fabricants d'encre, et des échantillons sont également disponibles sur demande. Plusieurs règles sont de mise lorsque l'emblème est utilisé. Lorsqu'il est accompagné d'une inscription dans les deux langues, le rouge est réservé à l'anglais et le bleu au français. Il peut être réalisé en « tramé » ou en « solide ». Lors d'agrandissements ou de réductions, la trame et la densité du symbole devront être soigneusement réfléchies pour permettre une bonne lecture de ses détails. Par exemple, pour une grande surface il est recommandé d'utiliser une trame grossière de 60 points au pouce carré. De cette manière il est assuré que les contours du dessin ne sont pas en dents de scie.
Les maquettes du logo sont conservées au Musée national des beaux-arts du Québec.

#### Signalétique
Le Département de l'aménagement s'occupe la signalétique de l'événement. Celle-ci se démarque des Expositions précédentes par l'utilisation presque exclusive d'icônes et de signalisation graphique. Considérant que les visiteurs viennent de nombreux pays différents et ne parlent pas la même langue, le comité chargé de la signalétique, formé de Paul Arthur en collaboration avec Graform Associates, a opté pour un langage graphique simple, clair et actuel que tous peuvent comprendre au premier coup d'œil. Le travail de Paul Arthur, graphiste souvent crédité comme étant le pionnier de la signalétique au début des années 1960, à l'Expo 1967 démontre de l'importance d'une signalisation claire et efficace dans un environnement. La typographie utilisée pour les panneaux, instructions, thèmes de l'Exposition et autres messages en petits caractères se doit d'optimiser la lisibilité et la compréhension. Pour ce faire, le comité opte pour le caractère Univers d'Adrian Frutiger, un caractère sans empattements au dessin simple et moderne, qui confère un style actuel à l'Expo. Comme procédés d'impression, on utilise la décalcomanie de vinyle, le Néoprint et la sérigraphie. Le comité utilise également, afin de diriger le public, un code de couleurs recourant aux rouge, bleu, jaune, pourpre, orange et vert foncé. Ce code est un aspect important du système de signalisation. Le rouge identifie uniquement les installations d'urgence et de secours. Le bleu est utilisé pour les biens et services, tels que les voitures, camions, tondeuses à gazon, trains, bateaux et portes des toilettes. Le jaune est réservé à l'identification de l'Île Notre-Dame, le pourpre à la Cité du Havre, l'orange à la Ronde et le vert foncé à l'île Sainte-Hélène.
Une vingtaine d'icônes sont créées pour l'événement, les plus notables étant:
- Les premières icônes représentant une silhouette stylisée d'homme et femme pour différencier les toilettes. Trop similaires, ils seront modifiés au cours de l'Expo.
- Une icône de flèche standardisé pour tout usage.
- Quinze différentes silhouettes d'animaux servant à différencier les zones de stationnement, créés par Paul Arthur et Burton Kramer[53]. Ces derniers sont particulièrement appréciés par le public.
- Des icônes pour trouver les téléphones, les soins d'urgence, les stations d'autobus, les hôpitaux, les cafés, les restaurants et bien d'autres[54].

#### Affiches
De multiples affiches sont créées pour l'occasion et mettent en scène plusieurs types de jeux graphiques. L'unité visuelle est formée non pas par les sujets, mais par les mises en page modernes et les jeux de couleurs. Georges Huel a créé plusieurs types d'imprimés (affiches, programmes, timbres) pour l'exposition universelle de 1967, dont une affiche où l'on voit deux doigts tenant le logo d'Expo 67. Cette création lui a valu un premier prix d'importance à l'échelle internationale.
Outre Georges Huel, qui a conçu l'affiche officielle d'Expo 67, c'est Guy Lalumière, diplômé de l'école des beaux arts, qui réalise une série d'affiches pour les pavillons culturels. Les affiches promotionnelles proposent des photographies en couleur des hôtesses, des pavillons ou du site, ainsi qu'un slogan accrocheur, tandis que les affiches des pavillons culturels s'inspirent du design européen dans leur composition. Les informations y sont disposées de façon organisée et hiérarchisée, en adoptant un style raffiné du traitement de la typographie et de l'image. Les couleurs sont recherchées et les illustrations sont stylisées.

### Uniformes

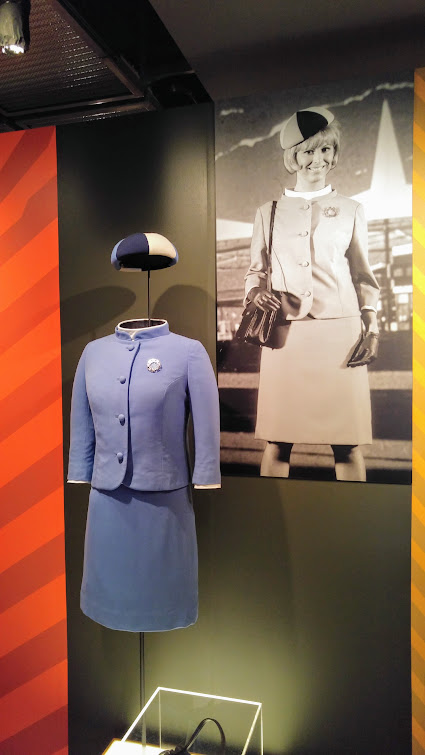
Uniforme d'hôtesse au Musée McCord Stewart en 2017

La mode et les habits des hôtes et hôtesses varient de pays en pays. La tendance dominante est sans contredit la minijupe, fraîchement arrivée de Grande-Bretagne avec Mary Quant. En effet, la Principauté de Monaco opte pour un élégant cardigan bleu et or ainsi qu'une minijupe marine. Pour le Canada, les garçons de table portent des habits d'inspiration esquimaude, et les femmes des chapeaux ronds assortis à leurs robes rouges et souliers blancs (couleur du pays). Les tenues des hôtesses d'Afrique sont très conservatrices, avec leurs tuniques longues jusqu'aux pieds, de couleurs terres et aux motifs tribaux. Les serveuses du Ceylan (Sri Lanka), quant à elles, portent un habit traditionnel. Pour la Grande-Bretagne, les hôtesses rendent les visiteurs nostalgiques avec leurs minijupes qui rappellent Chelsea (Londres). La Cité du Havre a décidé d'arborer des tenues beaucoup moins traditionnelles. Les hôtes et hôtesses accueillent les visiteurs avec un habit où des artères et un système nerveux sont illuminés tour à tour. Tandis que d'autres portent des organes artificiels et prothèses qui sont utilisés en médecine. Les hôtes de la Barbade sont vêtus d'une chemise blanche ornée des armoiries du pays. Les femmes, quant à elles, portent de grandes robes légères blanches et bleues. Il y a aussi les représentants de l'Autriche, qui arborent le style des yodleurs: un haut blanc et bleu et une jupe rouge digne des spectacles de yodle qui ont vu le jour en Suisse et en Autriche. Les Belges, eux, sont vêtus comme des haut placés largement décorés de l'armée. Les femmes portent, dans le même style, un ensemble beige et blanc digne d'une première dame. L'Ontario, lui, est particulier. En effet, les femmes portent de longues tuniques grises avec chapeaux et talons hauts blancs. Pour le Québec, il est décidé que le bleu sera la couleur dominante des uniformes du personnel. L'uniforme des hôtesses du Québec, dessiné par Serge Senécal et Real Bastien composé de petites robes ajustées brunes et bleues avec des chapeaux bleus. La plupart des hôtesses ne communiquent qu'avec leurs mains,.
L'organisation de l'Expo avait aussi ses propres hôtesses, postées à quinze endroits stratégiques sur le territoire de l'Exposition et chargées de répondre aux questions des visiteurs et de les diriger. Elles accompagnaient également les visiteurs de marque, incluant des chefs d'État, lors de leur visite de l'Expo. Leur uniforme, blanc et bleu, a été créé par Michel Robichaud.

## Événements
- À l'occasion de sa visite à Montréal, le président de la République française Charles de Gaulle prononce « Vive le Québec libre ! » lors d'un discours qui reste gravé dans les mémoires, des mots provoquant un scandale politique. Il quitte le Canada sans se rendre à Ottawa.
- Le même jour que le discours de Charles de Gaulle, une délégation de 50 canotiers en provenance de l'Abitibi-Témiscamingue arrivent à l'Expo 67 après 26 jours d'expéditions sur 1 100 kilomètres[60],[61].
- En protestation contre l'attitude canadienne en regard du conflit opposant Israël et ses voisins arabes (la guerre des Six Jours), le pavillon du Koweït ferme ses portes à la fin mai et quitte l'exposition.
- En raison d'un incendie lors de l'aménagement initial, le pavillon de la république populaire de Chine doit fermer quelques semaines. Il va rouvrir en juin. Tout est mis en œuvre pour que ne reste aucune trace visible de l'incident. Une odeur d'encens permanente est diffusée pour en masquer les traces olfactives résiduelles.

## Utilisations ultérieures
Le site sert de décor à plusieurs œuvres audiovisuelles :
- la ville morte de la planète Paradeen dans l'épisode Meilleurs vœux de la Terre (Greetings from Earth) de la série télévisée Galactica (Rod Holcomb, Glen A. Larson, diffusé en 1979) ;
- la ville de New Chicago dans la série télévisée Buck Rogers au XXVe siècle (Daniel Haller, Glen A. Larson, Leslie Stevens, 1979) ;
- le pavillon des États-Unis est utilisé par Robert Altman pour son film Quintet (1979) ;
- pour la série Code Quantum (1989-1993).

Le Casino de Montréal, inauguré le 9 octobre 1993, occupe les anciens pavillons de la France et du Québec.
À la Cité-du-Havre, le complexe Habitat 67 demeure toujours un lieu de résidence très prisé. L'édifice du Centre administratif de l'Expo 1967 est maintenant le siège de l'Administration portuaire de Montréal sur la rue Pierre-Dupuy. L'ancien Expo-Théâtre, acquis par Mel's Cité du Cinéma, a été converti en salles de production et de tournage cinématographiques. Les locaux de la Galerie internationale des Beaux Arts ont abrité le Musée d'art contemporain de Montréal de 1968 à 1992 ; ensuite acquis par la société Loto-Québec, ils servent dorénavant d'entrepôt pour le Casino de Montréal.

## 50eanniversaire
En 2017, à l'occasion du 50e anniversaire de l'Expo 67, la ville de Montréal et le comité du 375e anniversaire de la fondation de Montréal ont mis en valeur quatorze évènements commémoratifs,.
- Du 17 mars au 1er octobre, Le Musée McCord a présenté l'exposition Mode Expo 67, une présentation de la mode et de l'esthétique vestimentaire qui ont été mises de l'avant lors de l'exposition universelle[64].
- Au Musée d'Art Contemporain, on retrouvait l'exposition À la recherché de l'Expo 67. Cette exposition présentait dix-neuf œuvres d'artistes qui n'ont pas connu l'Expo. Leurs créations s'inspiraient de l'Expo 67 et jetaient un regard nouveau sur ce grand événement des années 1960[65].
- Musée Stewart a présenté l'exposition Expo 67 – Rêver le Monde, une présentation multimédia et immersive inspirée des innovations technologiques présentées lors de l'Expo 67. Dans cette exposition, on retrouvait, entre autres, une présentation permettant de revivre l'exposition de 1967 à travers l'utilisation de la réalité virtuelle[66].
- Au Centre d'Histoire de Montréal, l'exposition Expo 67 – Terre des jeunes présentait l'expérience d'adolescents et de jeunes adultes lors de l'exposition universelle. Cette exposition était basée sur des archives et des témoignages[67].
- L'exposition Écho 67 a été présenté à la Biosphère à partir du 27 avril[68]. Cette exposition traçait l'héritage environnemental de l'Expo 67.
- Des expositions à ciel ouvert au centre-ville de Montréal et à l'esplanade de la Place des Arts. Entre le 18 et le 30 septembre 2017, Expo 67 Live y a été présenté, montrant des images d'archives et une trame sonore à travers une douzaine d'écrans.
- La présentation de photographies d'archives à l'hôtel de ville de Montréal en avril 2017[69].
- Le documentaire Expo 67 Mission Impossible a été présenté en première au théâtre Maisonneuve de la Place des Arts le 25 avril. Cette première cinématographique a été accompagnée d'un événement de commémoration[70].
- Le documentaire « revisitez expo67 » présente un plan global de l'exposition (DVD1) et des documents d'époque (DVD2).

Les visiteurs de ces expositions et évènements avaient accès à un passeport en version virtuelle ou en version papier dans lequel ils pouvaient collectionner des étampes, comme lors de l'Expo 67.

## Infrastructures audio-visuelles et société
L'un des aspects les plus impressionnant d'Expo 67 était l'exploitation du film et des installations immersives audio-visuelles. En se basant sur le texte Expo 67: A multiple Vision par Judith Shatnoff, ce n'était pas simplement une exposition de technologies innovantes, c'était aussi une expérience sensorielle qui suscitait des émotions fortes. Des dispositifs à plusieurs écrans, par exemple le Circle-Vision 360° du pavillon Canada 67, offrait aux visiteurs une expérience immersive jamais vue auparavant. L'installation Labyrinthe explorait elle, les qualités multi-sensorielles du film, explorant les thèmes de l'art et la science.
D'autre structures, comme Man and the Polar Regions, utilisait des dispositifs qui bougeait en rotation pour créer une ambiance d'immersion totale. Le public se sentait donc plongé dans le monde polaire typiquement canadien. D'autres installations, comme celle intitulée Kaleidoscope, exploitaient la lumière et les couleurs afin d'offrir un voyage dans le spectre des couleurs aux visiteurs. 
En résumé, Expo 67 n'était pas seulement une célébration de la technologie, mais un projet qui se répand à l'échelle internationale, ayant pour but de mettre de l'avant le talent humain de transformer l'art audio-visuel en message émotionnel et expérience immersive profonde. Cet événement laisse toujours sa trace à Montréal, notamment dans ses infrastructures de l'Île Notre-Dame et l'Île Sainte-Hélène mais aussi dans le coeur de la population Montréalaise qui se souvient de l'importance de l'innovation et la culture mondiale.

#### Monographies
- Compagnie canadienne de l'Exposition universelle de 1967, Rapport général sur l'Exposition universelle de 1967, t. 1, Ottawa, Imprimeur de la Reine, 1969, 668 p.
- Roger La Roche, l'histoire de l'Expo 67 - volume 1, 2017, 750 p  (ISBN 9782216101993) disponible à http://www.villes-ephemeres.org/2017/02/premier-volume-de-lhistoire-de-lexpo-67.html
- (en + fr) Compagnie canadienne de l'Exposition universelle de 1967, Expo 67, Normes de signalisation : Standard sign manual, Expo 67, Montréal?, 1963, 60 p.
- Guide Officiel Expo 67, Toronto, Les Éditions Maclean-Hunter Ltée et la Compagnie canadienne de l'Exposition universelle de 1967, 1967, 350 p.
- (en) Anna Jackson, Expo : International Expositions 1857-2010, Londres, V&A Publishing, 2008, 128 p.
- (en) Robert Fulford, This Was Expo, Toronto, McClelland and Stewart Limited, Illustrated Books Division, 1968, 203 p.
- Bill Bantley, Visitez l'Expo avec Bill Bantley, Montréal, Gazette Printing Company (limited), 1967, 96 p.
- Yves Jasmin, La petite histoire d'Expo 67 : l'Expo 67 comme vous ne l'avez jamais vue, Montréal : Éditions Québec/Amérique, 1997, 461 p. (ISBN 2-89037-902-7)Cet ouvrage est épuisé mais disponible à Bibliothèque et Archives nationales du Québec

#### Sites web
- Society of graphic designers. S.d. The Society of Graphic Designers of Canada 1996 Recipients. En ligne. http://www.gdc.net/about/fellows/articles75.php. Consulté le 20 octobre 2012.
- VIlles-éphémères - site documentaire sur l'Expo 67 et Terre des Hommes (1967-1984). En ligne https://terre-des-hommes1967.blogspot.com/

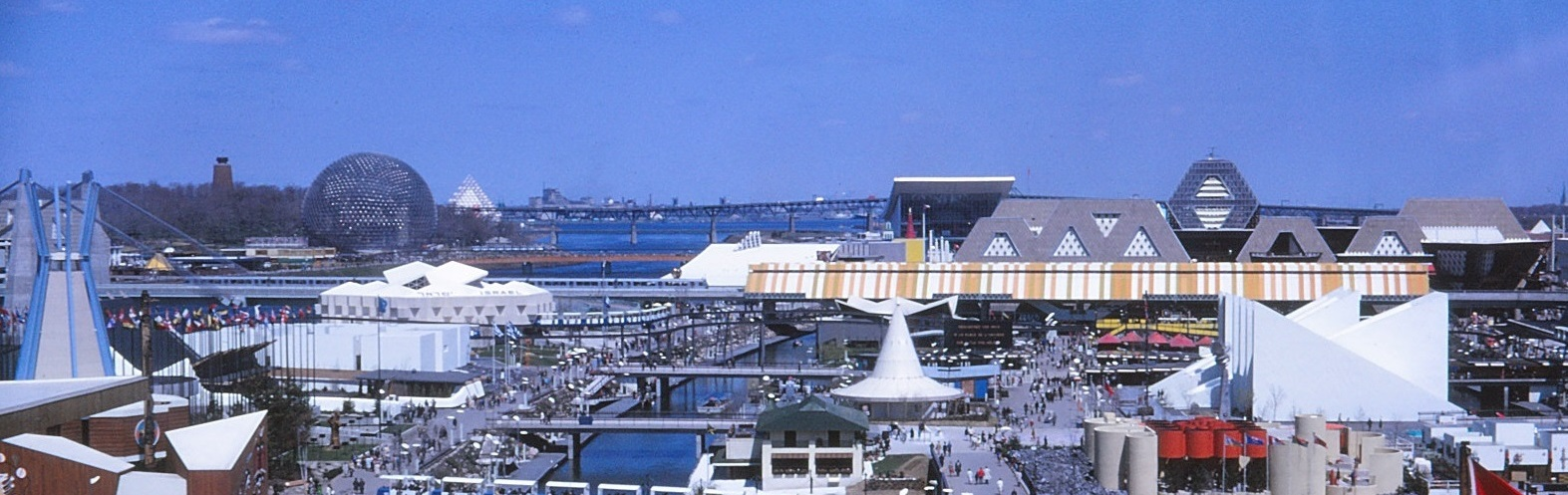
L'île Notre-Dame durant l'Expo 67.